# Union Island Airport

i7
i11
i13
Der Union Island Airport (IATA-Code UNI, ICAO-Code TVSU) ist der Flugplatz der karibischen Insel Union Island (St. Vincent und die Grenadinen).  
Der Flugplatz liegt im Osten der Insel. Er hat eine kurze asphaltierte STOL-Landebahn, wodurch die Auswahl der Flugzeugtypen, die landen dürfen, begrenzt ist.
Mustique Airways führt Flüge zum Grantley Adams International Airport auf der Nachbarinsel Barbados durch. SVG Air fliegt ebenfalls nach Barbados sowie zum Argyle International Airport auf St. Vincent und nach Grenada.

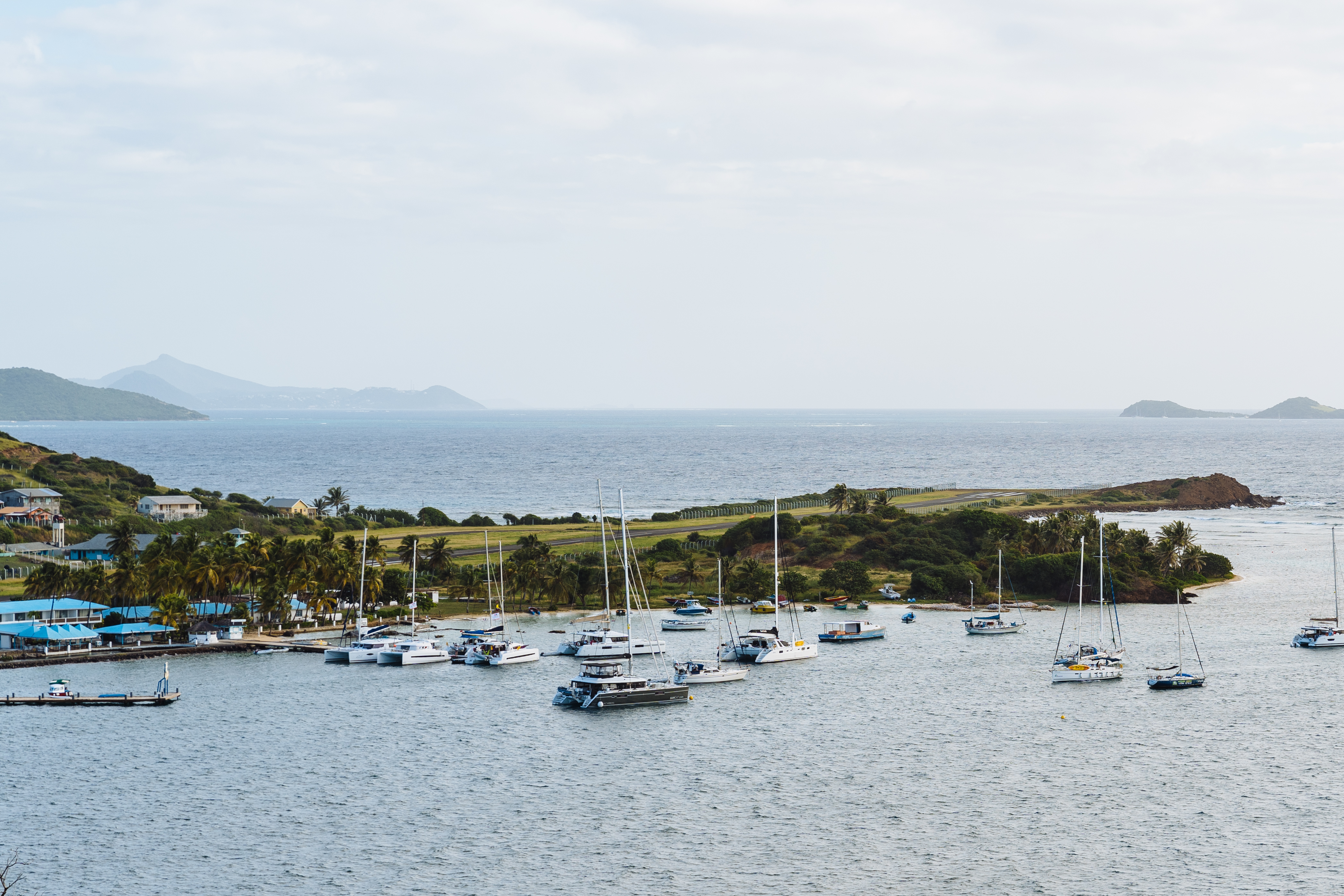
Union Island Flughafen hinter dem Hafen der Stadt